# John Methuen

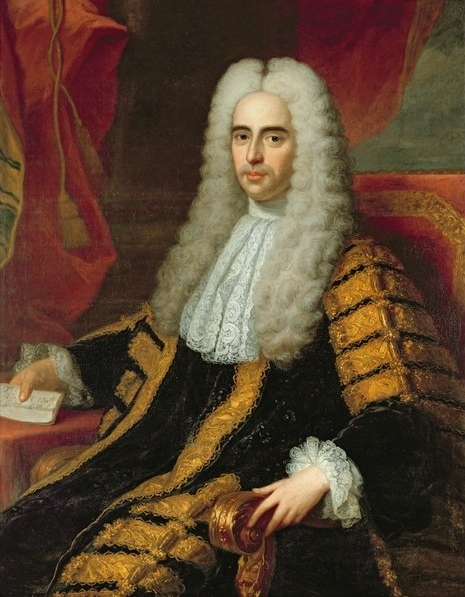
Rt Hon John Methuen als Lord Chancellor of Ireland

John Methuen (* 1650 in Bradford-on-Avon, Wiltshire, England; † 2. Juli 1706 in Lissabon, Portugal) war ein englischer Diplomat und Richter.

## Leben
John Methuen war der älteste Sohn und Erbe des vermögenden Tuchhändlers Paul Methuen († 1667) und seiner Frau Grace Ashe. Er studierte ab 1665 am St Edmund Hall College der Universität Oxford, ohne einen Abschluss zu erlangen. 1667 begann er eine juristische Ausbildung am Inner Temple, wurde dort 1674 als Barrister zugelassen. 1685 wurde er Richter am Court of Chancery. 1690 wurde er zudem als Abgeordneter für das Borough Devizes in Wiltshire in das House of Commons gewählt. Er wurde mehrfach wiedergewählt und hatte das Mandat von 1690 bis 1700, sowie erneut von 1701 zu seinem Tod, 1706, inne. Er war von 1691 bis 1697 englischer Gesandter (envoy extraordinary) in Portugal. Von 1697 bis 1703 Lordkanzler von Irland. Von 1702 bis 1703 war er erneut Gesandter und von 1703 bis zu seinem Tod englischer Botschafter (ambassador extraordinary) in Portugal. 
Während des Spanischen Erbfolgekrieges handelten er und sein Sohn Paul den am 27. Dezember 1703 unterzeichneten Methuenvertrag aus, der festlegte, dass England ohne Hindernisse und zu Vorzugszöllen Textilien nach Portugal und die portugiesischen Kolonien exportieren durfte, während Portugal ebenso ungehindert seine Produkte nach England ausführen konnte, insbesondere Portwein und Wein. Mit einem ersten Vertrag vom Mai 1703 hatten sich Portugal und England auch außen- und verteidigungspolitisch aneinander gebunden.
1672 hatte er Mary Chivers († 1723), Tochter des Seacole Chivers, Gutsherr von Quemerford in Wiltshire, geheiratet. Mit ihr hatte er drei Söhne und zwei Töchter.
John Methuen starb am 2. Juli 1706 in Lissabon, Portugal.